# Best Of... (album de Sia)
Best Of..., de asemenea menționat ca Sia: Best Of..., este primul album greatest hits al cantautoarei Sia, lansat în Australia pe 30 martie 2012 prin intermediul casei de discuri independentă Interia. Compilația include cele patru piese anterioare al Siei de pe albumele de studio: Healing Is Difficult (2001), Colour the Small One (2004), Some People Have Real Problems (2008) și We Are Born (2010).

## Lista pieselor
| Nr.             | Titlu                                          | Autor(i)                                           | Lungime |  |
| 1.              | „Clap Your Hands”                              | Sia Furler, Samuel Dixon                           | 3:58    |  |
| 2.              | „The Girl You Lost to Cocaine”                 | Furler, Rob Allum, Phil Marten, Eddie Myer         | 2:40    |  |
| 3.              | „Destiny” (Zero 7 în colaborare cu Sia)        | Furler, Sophie Barker, Henry Binns, Sam Hardaker   | 3:47    |  |
| 4.              | „Buttons”                                      | Furler, Freescha                                   | 3:16    |  |
| 5.              | „Day Too Soon”                                 | Furler, Dixon                                      | 4:23    |  |
| 6.              | „Numb”                                         | Furler, James McMillan                             | 4:40    |  |
| 7.              | „Where I Belong”                               | Furler, Dixon                                      | 4:43    |  |
| 8.              | „Breathe Me”                                   | Furler, Dan Carey                                  | 4:34    |  |
| 9.              | „Sweet Potato”                                 | Furler, Kevin Cormack, Jimmy Hogarth               | 4:00    |  |
| 10.             | „Bring Night”                                  | Furler, Greg Kurstin                               | 2:57    |  |
| 11.             | „My Love”                                      | Furler, Oliver Kraus                               | 5:14    |  |
| 12.             | „Titanium” (David Guetta în colaborare cu Sia) | Furler, Guetta, Giorgio Tuinfort, Nick van de Wall | 3:57    |  |
| 13.             | „You've Changed”                               | Furler, Lauren Flax                                | 3:11    |  |
| 14.             | „I Go to Sleep”                                | Ray Davies                                         | 3:46    |  |
| 15.             | „The Fight”                                    | Furler, Carey                                      | 3:37    |  |
| 16.             | „Soon We'll Be Found”                          | Furler, Rick Nowels                                | 4:20    |  |
| 17.             | „Taken for Granted”                            | Furler, Corsbie, Sergei Prokofiev                  | 4:34    |  |
| 18.             | „Buttons” (CSS Mix)                            | Furler, Freescha                                   | 3:26    |  |
| Lungime totală: | Lungime totală:                                | Lungime totală:                                    | 71:03   |  |